# SV Insterburg
SV Insterburg (celým názvem: Sportverein 1905 Insterburg) byl německý sportovní klub, který sídlil ve východopruském městě Insterburg (dnešní Čerňachovsk v Kaliningradské oblasti). Založen byl v roce 1905, zanikl v roce 1945 po sovětsko-polské anexi Pruska. Klubové barvy byly modrá a bílá.
Své domácí zápasy odehrával na stadionu Jugendspielplatz s kapacitou 6 000 diváků.

## Historické názvy
Zdroj: 
- 1905 – SV Insterburg (Sportverein 1905 Insterburg)
- 1945 – zánik

## Umístění v jednotlivých sezonách
Stručný přehled
Zdroj: 
- 1934–1935: Gauliga Ostpreußen – sk. A
- 1935–1936: Gauliga Ostpreußen – sk. Gumbinnen
- 1936–1937: Bezirksliga Ostpreußen
- 1937–1938: Gauliga Ostpreußen – sk. Gumbinnen
- 1938–1940: Bezirksliga Ostpreußen
- 1940–1944: Gauliga Ostpreußen

Jednotlivé ročníky
Zdroj: 
Legenda: Z - zápasy, V - výhry, R - remízy, P - porážky, VG - vstřelené góly, OG - obdržené góly, +/- - rozdíl skóre, B - body, červené podbarvení - sestup, zelené podbarvení - postup, fialové podbarvení - reorganizace, změna skupiny či soutěže
| Velkoněmecká říše (1934 – 1944) |                                    |        |     |     |     |     |     |     |     |     |        |
| Sezóny                          | Liga                               | Úroveň | Z   | V   | R   | P   | VG  | OG  | +/- | B   | Pozice |
| 1934/35                         | Gauliga Ostpreußen – sk. A         | 1      | 12  | 2   | 5   | 5   | 23  | 45  | -22 | 9   | 5.     |
| 1935/36                         | Gauliga Ostpreußen – sk. Gumbinnen | 1      | 12  | 1   | 0   | 11  | 10  | 63  | -53 | 2   | 7.     |
| 1936/37                         | Bezirksliga Ostpreußen             | 2      | ... | ... | ... | ... | ... | ... | ... | ... |        |
| 1937/38                         | Gauliga Ostpreußen – sk. Gumbinnen | 1      | 12  | 3   | 6   | 3   | 22  | 34  | -12 | 12  | 3.     |
| 1938/39                         | Bezirksliga Ostpreußen             | 2      | ... | ... | ... | ... | ... | ... | ... | ... |        |
| 1939/40                         | Bezirksliga Ostpreußen             | 2      | ... | ... | ... | ... | ... | ... | ... | ... |        |
| 1940/41                         | Gauliga Ostpreußen                 | 1      | 12  | 2   | 0   | 10  | 15  | 53  | -38 | 4   | 6.     |
| 1941/42                         | Gauliga Ostpreußen                 | 1      | 12  | 2   | 1   | 9   | 16  | 56  | -40 | 5   | 6.     |
| 1942/43                         | Gauliga Ostpreußen                 | 1      | 12  | 2   | 1   | 9   | 21  | 64  | -43 | 5   | 7.     |
| 1943/44                         | Gauliga Ostpreußen                 | 1      | 12  | 6   | 2   | 4   | 43  | 39  | +4  | 14  | 2.     |